# Nicola Siles
Nicola Siles (Reggio Calabria, 20 luglio 1873 – 21 gennaio 1952) è stato un politico italiano.
Primo Sindaco di Reggio Calabria, eletto nel dopoguerra a seguito di elezione da parte del Consiglio Comunale (composto dai 50 consiglieri).
Il voto amministrativo del 7 aprile 1946, giorno nel quale si svolsero le lezioni amministrative in tutt'Italia, rappresentò la prima consultazione del dopoguerra.
I 50 seggi andarono: 15 alla DC, 11 alla DL democrazia del lavoro, 4 all'Uomo Qualunque, 2 al partito liberale, 1 al Partito Repubblicano, 9 al PSIUP- partito d'Azione, 8 al Partito Comunista.
Nicola Siles fu primo eletto per la Democrazia Cristiana.
Deputato eletto nel 1924 nelle file del partito popolare di Don Sturzo, si dimise prima di essere dichiarato decaduto e nel ventennio fascista si dovette ritirare dalla politica attiva.
Venne eletto deputato alla Costituente. Nel referendum si era espresso per la monarchia.
La sua opera di sindaco, dal 2 maggio 1946 al 25 febbraio 1947, fu caratterizzata dalla necessità di continuare la ricostruzione della città.